# بویزین و آنافیل (ساز)
بوزین و آنفیِل، گونه‌هایی از نوعی شیپور مستقیم (راست‌ساخت) قرون وسطایی بودند که معمولاً از فلز ساخته می‌شد و به آن «شیپور شاهی» نیز گفته می‌شد. هرچند می‌توان این دو را یک ساز واحد دانست، اما نام‌های متفاوت آن‌ها نشان‌دهندهٔ دو سنت جداگانه‌اند؛ سنت‌هایی که در آن‌ها، سازی به نام نَفیر (از خاستگاه‌های ایرانی، عربی و ترکی) در دوره‌ها و مناطق مختلف وارد فرهنگ اروپا شده‌ است.
واژهٔ بوزین (در فرانسوی کهن: buisine؛ همچنین به صورت‌های busine، buysine و buzine نیز آمده) ریشه در واژهٔ لاتین Buccina دارد که به شیپور نظامی رومیان گفته می‌شد. این شیپور عمدتاً برای مقاصد نظامی و آیینی به‌کار می‌رفت .هنگامی که اروپایی‌ها در جنگ‌های صلیبی شرکت می‌کردند، این ساز به‌عنوان هدفی ارزشمند در میدان نبرد تلقی می‌شد (همچون پرچم یا نشان نظامی) که باید تصاحب و به کشور خود برده می‌شد. 
واژهٔ آنافیـل ریشه در نَفیر (al-Nafir) دارد؛ شیپور ایرانی–عربی–اسلامی که پیش از جنگ‌های صلیبی توسط ارتش‌های مورها در اسپانیا به‌کار گرفته می‌شد.[۱] در دوران «ریکونکیستا» (بازپس‌گیری شبه‌جزیره ایبری از مورها، ۷۲۲ تا ۱۴۹۲ میلادی)، واژهٔ آنافیل وارد زبان ساکنان سرزمین‌هایی شد که بعدها اسپانیا نام گرفت. یکی از نخستین تصویرسازی‌های اروپایی از این ساز، برگرفته از همین سنت است و در اثر اسپانیایی سدهٔ سیزدهمی به نام«کانتیگاس دِ سانتا ماریا» دیده می‌شود. 